# Malus (priimek)
Malus [málus] je priimek v Sloveniji in tujini. Po podatkih Statističnega urada Republike Slovenije je na dan 1. januarja 2010 v Slovenjiji uporabljalo ta priimek 160 oseb.  

## Znani slovenski nosilci priimka
- Breda Malus (*1963), slikarka parapleginja
- Jaka Malus (*1996), rokometaš
- Meta Malus (1952—2013), astrologinja

## Znani tuji nosilci priimka
- Étienne Louis Malus (1775—1812), francoski fizik